# Besoar

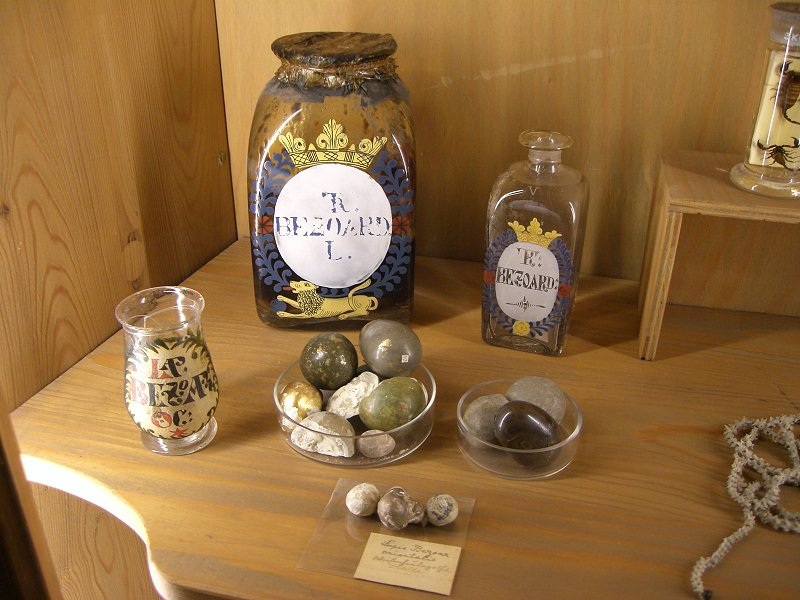
Besoar i ett tyskt apoteksmuseum.

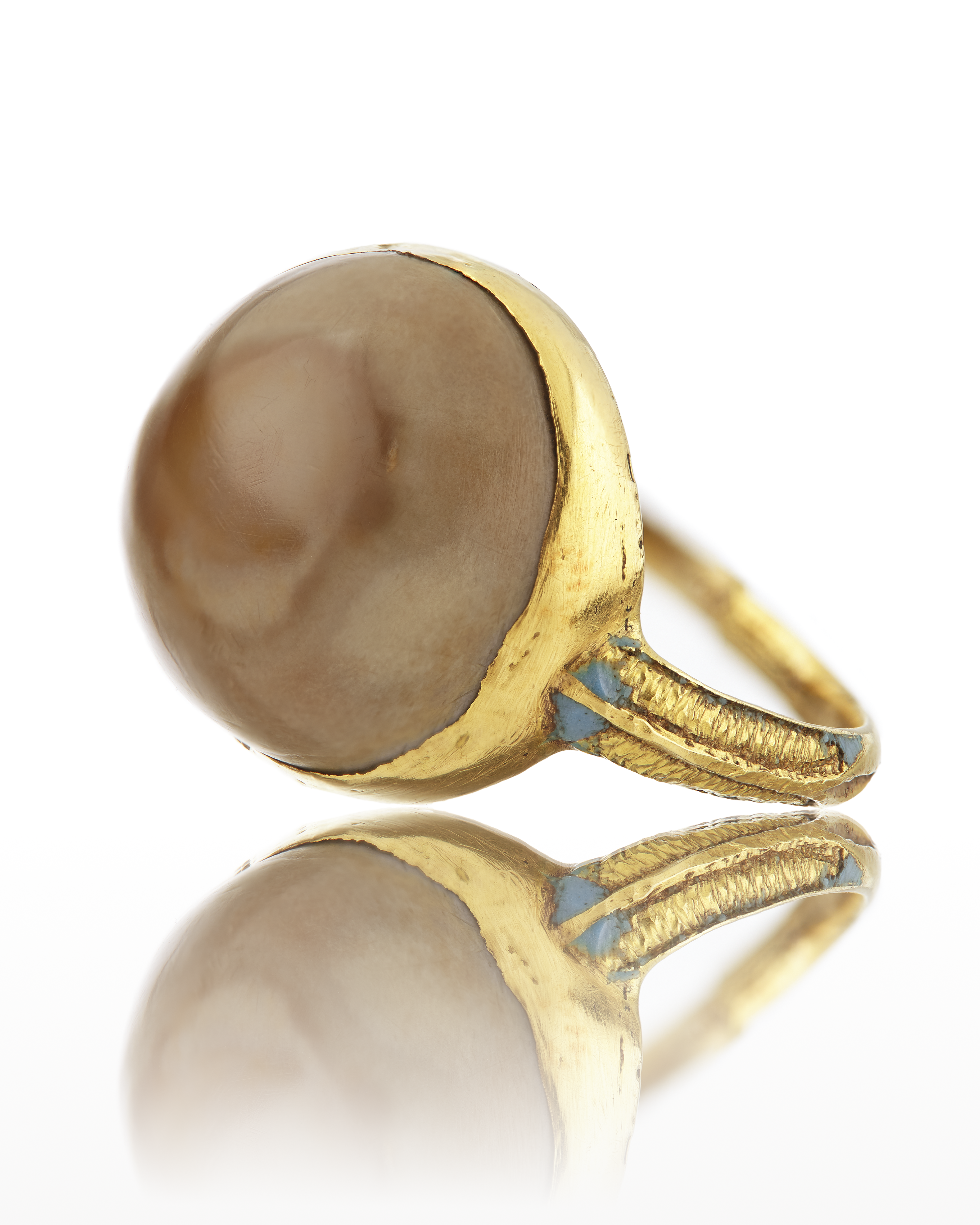
Drottning Hedvig Eleonoras hälsobringande ring med besoarsten, 1600-tal - Livrustkammaren.

Besoar eller bezoar är ansamlingar av salter kring hår och liknande ämnen i magen hos vissa djur, särskilt idisslare, men även hos apor, vildsvin, rovfåglar och kattdjur. De antogs tidigare ha medicinala egenskaper.
Särskilt besoarantilop (indisk besoar), besoarhjort (även kallas pampashjort), vikunja (orientalisk besoar) och besoargetens (arabisk besoar) besoarstenar eftertraktades som läkemedel mot förgiftningar och betalades mycket högt.